# Мигай
Мигай (бел. Мігай) — посёлок в Морозовичском сельсовете Буда-Кошелёвского района Гомельской области Белоруссии.
На востоке граничит с лесом.

## География

### Расположение
В 6 км на юго-запад от районного центра и железнодорожной станции Буда-Кошелёвская (на линии Жлобин — Гомель), 45 км от Гомеля.

### Гидрография
На юге и западе мелиоративные каналы.

## Транспортная сеть
Транспортные связи по просёлочной, затем автомобильной дороге Буда-Кошелёво — Гомель. Деревянные дома усадебного типа вдоль просёлочной дороги.

## История
Основан в 1920-х годах переселенцами с соседних деревень на бывших помещичьих землях. В 1929 году жители посёлка вступили в колхоз. В 1959 году в составе совхоза «Морозовичи» (центр — деревня Морозовичи).

## Население

### Численность
- 2004 год — 2 хозяйства, 3 жителя.

### Динамика
- 1959 год — 47 жителей (согласно переписи).
- 2004 год — 2 хозяйства, 3 жителя.